# Sebastián Herrera
Sebastián Herrera (Bello, 1995. január 23. –) kolumbiai és észak-macedón labdarúgó, a Borac Banja Luka védője.

## Pályafutása

### Klubcsapatokban
Hazájában az akkor másodosztályban játszó Deportivo Pereira csapatában mutatkozhatott be a felnőttek között.
2015-ben Európába igazolt az Észak-Macedón ligában játszó Rabotnicskihez, ahol több mint száz mérkőzésig jutott, a macedón állampolgárságot is felvette.
2020. július 29-én a magyar első osztályú MTK csapatához igazolt, ahol 4 éves szerződést írt alá.

## Statisztika
2021. május 1. állapotnak megfelelően.
| Klub             | Szezon           | Bajnokság        | Bajnokság | Bajnokság | Kupa  | Kupa | Nemzetközi | Nemzetközi | Összesen | Összesen |
| Klub             | Szezon           | Bajnokság        | Mérk.     | Gól       | Mérk. | Gól  | Mérk.      | Gól        | Mérk.    | Gól      |
| ---------------- | ---------------- | ---------------- | --------- | --------- | ----- | ---- | ---------- | ---------- | -------- | -------- |
| FK Rabotnicski   | 2015-16          | Macedón I.       | 15        | 1         | –     | –    | –          | –          | 15       | 1        |
| FK Rabotnicski   | 2016-17          | Macedón I.       | 28        | 1         | –     | –    | 2          | 0          | 30       | 1        |
| FK Rabotnicski   | 2017-18          | Macedón I.       | 14        | 2         | 1     | 1    | 4          | 0          | 19       | 2        |
| FK Rabotnicski   | 2018-19          | Macedón I.       | 29        | 3         | –     | –    | 2          | 0          | 31       | 3        |
| FK Rabotnicski   | 2019-20          | Macedón I.       | 19        | 0         | 2     | 1    | –          | –          | 21       | 1        |
| FK Rabotnicski   | Összesen         | Összesen         | 108       | 7         | 3     | 2    | 8          | 0          | 116      | 8        |
| MTK Budapest FC  | 2020-21          | NB I             | 26        | 1         | 2     | 1    | –          | –          | 28       | 2        |
| MTK Budapest FC  | Összesen         | Összesen         | 26        | 1         | 2     | 1    | -          | -          | 28       | 2        |
| Karrier összesen | Karrier összesen | Karrier összesen | 134       | 8         | 5     | 3    | 8          | 0          | 144      | 10       |